# Ripe (band)
 For alternative betydninger, se Ripe. (Se også artikler, som begynder med Ripe)
Ripe er en dansk heavy metal musikgruppe med medlemmerne Michael Bastholm Dahl (vokal), Jakob Højgård Olsen (guitarist), Jeppe Høiby (guitarist), Peter Egtved Christensen (trommeslager), og Lars Byskov Madsen (bassist).
De blev dannet i 2002, og deres debutalbum, A Moment of Forever udkom i 2010. Albummet modtog kun to ud af seks stjerner i musikmagasinet GAFFA.

## Diskografi

### Album
- At the End of Time (2008)
- Razor Blade Kiss (2009)
- A Moment of Forever (2010)
- The Eloquence of Silence (2012)
- The Litany of Fantasy (2018)[2]